# Carl Krebs (Musikhistoriker)
Carl Krebs (* 5. Februar 1857 in Hanseberg, Kreis Königsberg Nm.; † 9. Februar 1937 in Berlin) war ein deutscher Musikhistoriker und  Musikkritiker.

## Leben und Werk
Carl Krebs studierte zunächst Naturwissenschaften an der Hochschule Freiberg, bevor er sich der Musik zuwandte. Von 1881 bis 1883 studierte er Klavier am Klindworth-Scharwenka-Konservatorium in Berlin. Dann ging er studienhalber an die Königliche Hochschule für Musik in Berlin, wo er bei Philipp Spitta studierte. Gleichzeitig studierte er Musikwissenschaft und Philosophie an der Friedrich-Wilhelms-Universität und promovierte 1895 in Rostock mit einer Arbeit über Girolamo Dirutas Il Transilvano (1892).
1895 nahm Carl Krebs eine Lehrtätigkeit als Nachfolger von Philipp Spitta im Fach Musikgeschichte an der Königlichen Hochschule für Musik in Berlin auf. Diese Position füllte er bis 1923 aus. Zudem wirkte er von 1901 bis 1922 als Senator und seit 1911 als zweiter ständiger Sekretär der Berliner Akademie der Künste. Er arbeitete als Musikkritiker für folgende Zeitschriften: Die Vossische Zeitung, Moderne Kunst, Deutsche Rundschau und Der Tag. Er wirkte auch als Mitarbeiter der Allgemeinen Deutschen Biographie.

## Veröffentlichungen von Carl Krebs (Auswahl)

### Als Autor
- Die Frauen in der Musik (Berlin: R. Taendler, 1895).
- Dittersdorfiana (Berlin: Paetel, 1900).
- Haydn, Mozart, Beethoven (Leipzig: Teubner, 1906).
- Meister des Taktstocks (Berlin: Schuster & Löffler, 1919)

### Als Herausgeber
- Ludwig van Beethoven, Sonaten für Clavier, 3 Bände, Urtext classischer Musikwerke (Breitkopf & Härtel, Leipzig circa 1898).
- Carl Philipp Emanuel Bach, Die sechs Sammlungen von Sonaten, freien Fantasien und Rondos für Kenner und Liebhaber, Urtextausgabe (Breitkopf & Härtel, Leipzig 1895).
- Johannes Brahms im Briefwechsel mit Philipp Spitta und Otto Dessoff (Verlag der Deutschen Brahms-Gesellschaft, Berlin 1922).